# Comuna Tisău, Buzău
Tisău este o comună în județul Buzău, Muntenia, România, formată din satele Bărbuncești, Grăjdana, Haleș, Izvoranu, Izvoru (reședința), Leiculești, Pădurenii, Salcia, Strezeni, Tisău și Valea Sălciilor.

## Așezare
Ea se află în vestul județului, în Subcarpații de Curbură, într-o zonă împădurită ce se întinde pe aproape toată depresiunea Nișcov, fiind încadrată la nord de dealul Ciolanu și la sud de dealul Istrița. Principala cale de acces în comună este șoseaua județeană DJ100H, care o leagă spre est de Vernești (unde se termină în DN10) și spre sud-vest de Mizil (județul Prahova). DJ100H are, în satele Haleș și Izvoru, o porțiune comună cu șoseaua județeană DJ203G, care duce spre nord la mănăstirea Ciolanu și mai departe, peste dealul Ciolanu, la Măgura (unde se termină în DN10), și spre sud peste dealul Istrița la Merei, Stâlpu (unde se intersectează cu DN1B) și Costești (unde se termină în DN2).

## Demografie
Componența etnică a comunei Tisău
     Români (94,46%)
     Alte etnii (0,39%)
     Necunoscută (5,15%)
Componența confesională a comunei Tisău
     Ortodocși (94,11%)
     Alte religii (0,42%)
     Necunoscută (5,47%)
Conform recensământului efectuat în 2021, populația comunei Tisău se ridică la 4.314 locuitori, în scădere față de recensământul anterior din 2011, când fuseseră înregistrați 4.704 locuitori. Majoritatea locuitorilor sunt români (94,46%), iar pentru 5,15% nu se cunoaște apartenența etnică. Din punct de vedere confesional, majoritatea locuitorilor sunt ortodocși (94,11%), iar pentru 5,47% nu se cunoaște apartenența confesională.

## Politică și administrație
Comuna Tisău este administrată de un primar și un consiliu local compus din 13 consilieri. Primarul, Cristian-Ionel Mihai[*], de la Partidul Social Democrat, este în funcție din 2016. Începând cu alegerile locale din 2024, consiliul local are următoarea componență pe partide politice:
|  | Partid                          | Consilieri | Componența Consiliului | Componența Consiliului | Componența Consiliului | Componența Consiliului | Componența Consiliului | Componența Consiliului | Componența Consiliului | Componența Consiliului | Componența Consiliului |
|  | ------------------------------- | ---------- | ---------------------- | ---------------------- | ---------------------- | ---------------------- | ---------------------- | ---------------------- | ---------------------- | ---------------------- | ---------------------- |
|  | Partidul Social Democrat        | 9          |                        |                        |                        |                        |                        |                        |                        |                        |                        |
|  | Partidul Național Liberal       | 3          |                        |                        |                        |                        |                        |                        |                        |                        |                        |
|  | Alianța pentru Unirea Românilor | 1          |                        |                        |                        |                        |                        |                        |                        |                        |                        |

## Istorie
Deși reședința sa este satul Izvoru, comuna poartă numele satului Tisău din motive istorice, acesta fiind cel mai vechi sat al comunei și este în continuare de referință pentru întreaga zonă. Pe lângă satul Tisău, în zona depresiunii Nișcov se aflau la începutul secolului al XIX-lea și satele Haleș și Linia-Ciolanu. La începutul secolului al XX-lea, comuna făcea parte din plasa Sărata a județului Buzău și era formată din cătunele: Glod, Haleș, Leiculești, Linia-Ciolanu, Pisculeni, Tisău, Sf. Gheorghe-Nou, Strejeni, Valea Caprei și Valea Rea, având o populație totală de 2650 de locuitori. În comună funcționau 6 mori, un făcău, o școală în Valea Rea și 7 biserici ortodoxe (inclusiv cele ale schiturilor Cetățuia și Ciolanu și mănăstirea Bradu). Tot atunci, pe teritoriul actual al comunei Tisău mai funcționa în aceeași plasă și comuna Grăjdana. Aceasta era formată din cătunele Bărbuncești, Boru, Grăjdana, Izvoru, Lunceni, Miluiți și Salcia, având o populație totală de 1540 de locuitori ce trăiau în 360 de case. În comuna Grăjdana funcționau pe atunci o școală cu 63 de elevi (dintre care 3 fete) la Lunceni și 4 biserici.
În 1925, comunele Tisău și Grăjdana erau consemnate în Anuarul Socec ca făcând parte din plasa Nișcov a aceluiași județ, în aceeași componență și cu o populație respectivă de 3112 locuitori (Tisău) și 2100 de locuitori (Grăjdana).
În 1950, cele două comune au fost incluse în raionul Buzău al regiunii Buzău și apoi (după 1952) al regiunii Ploiești. Comuna Tisău a schimbat mai multe denumiri, între care Valea Rea și (începând cu 1964) Pădurenii. Tot în 1964, satele Linia Ciolanu și Valea Rea au luat numele de Izvoru, respectiv Pădureni. Structura actuală a comunei este cea înregistrată la 1968, când s-a stabilit actuala organizare administrativă a României și s-a reînființat județul Buzău. Tot atunci, comuna Pădureni a revenit la numele de Tisău, iar satele sus-menționate ale comunei au fost desființate și comasate cu satele Pădureni, Tisău și Strezeni; satul Boru a fost inclus în satul Valea Salciilor și satul Lunceni a fost inclus în satul Grăjdana.

## Monumente istorice

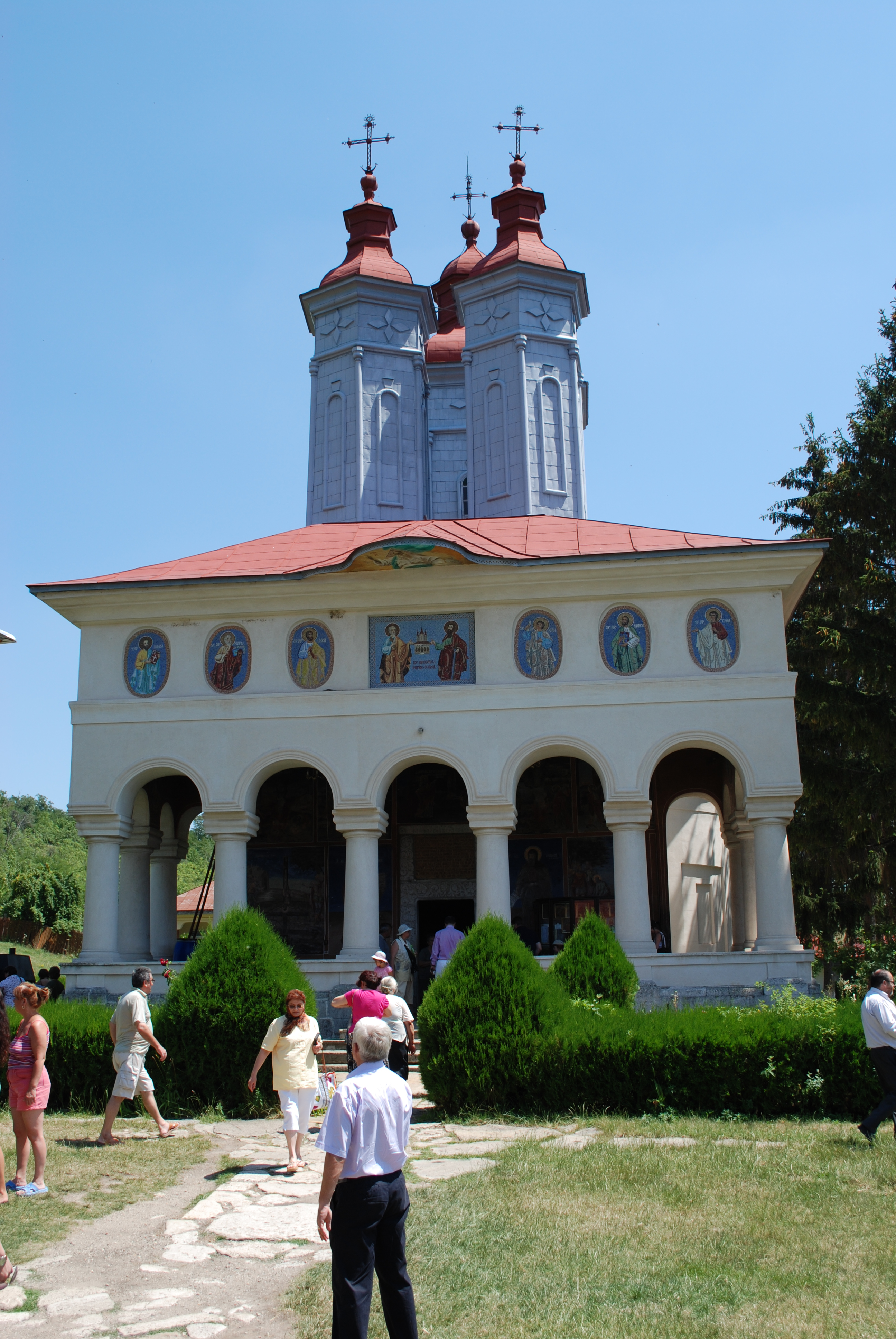
Biserica „Sfinții Petru și Pavel” de la mănăstirea Ciolanu, monument de arhitectură de interes local de lângă satul Haleș, comuna Tisău.

În comuna Tisău, lângă satul Haleș, se află fosta mănăstire Bradu, monument istoric de arhitectură de interes național, construită în secolele al XVI-lea–al XVII-lea, mănăstire al cărui ansamblu este format din biserica „Sfântul Dumitru” (construită în 1632), ruinele casei domnești, zidul de incintă cu turnuri și chiliile.
În rest, în comună mai există alte cinci obiective incluse în lista monumentelor istorice din județul Buzău, ca monumente de interes național, toate ca monumente de arhitectură. Tot lângă satul Haleș, pe dealul Ciolanu, se află mănăstirea Ciolanu, datând din secolele al XVI-lea–al XVIII-lea, cuprinzând biserica veche „Sfântul Gheorghe” (secolul al XVI-lea), biserica „Sfinții Apostoli Petru și Pavel” (1828) și locuințele monahale din secolul al XIX-lea. Tot la Haleș, pe „Muchia Cetățuia”, este biserica „Schimbarea la Față”, datând din secolele al XVIII-lea–al XIX-lea. Pe listă mai sunt incluse biserica „Sfântul Nicolae” (secolul al XVI-lea) din satul Izvoranu, ruinele unei biserici de secol al XVII-lea din satul Grăjdana (aflată în zona fostului sat Lunceni), și mănăstirea Barbu din Leiculești, ridicată la 1668, complexul ei cuprinzând biserica „Sfântul Arhanghel Mihail”, stăreția, arhondaricul și turnul clopotniță.

## Personalități născute aici
- Traian Ionescu-Nișcov (1898 - 1989), filolog, cercetător literar;
- Alexandru Drăghici (1913 - 1993), politician comunist, torționar al Securității